# Ebbe Linde

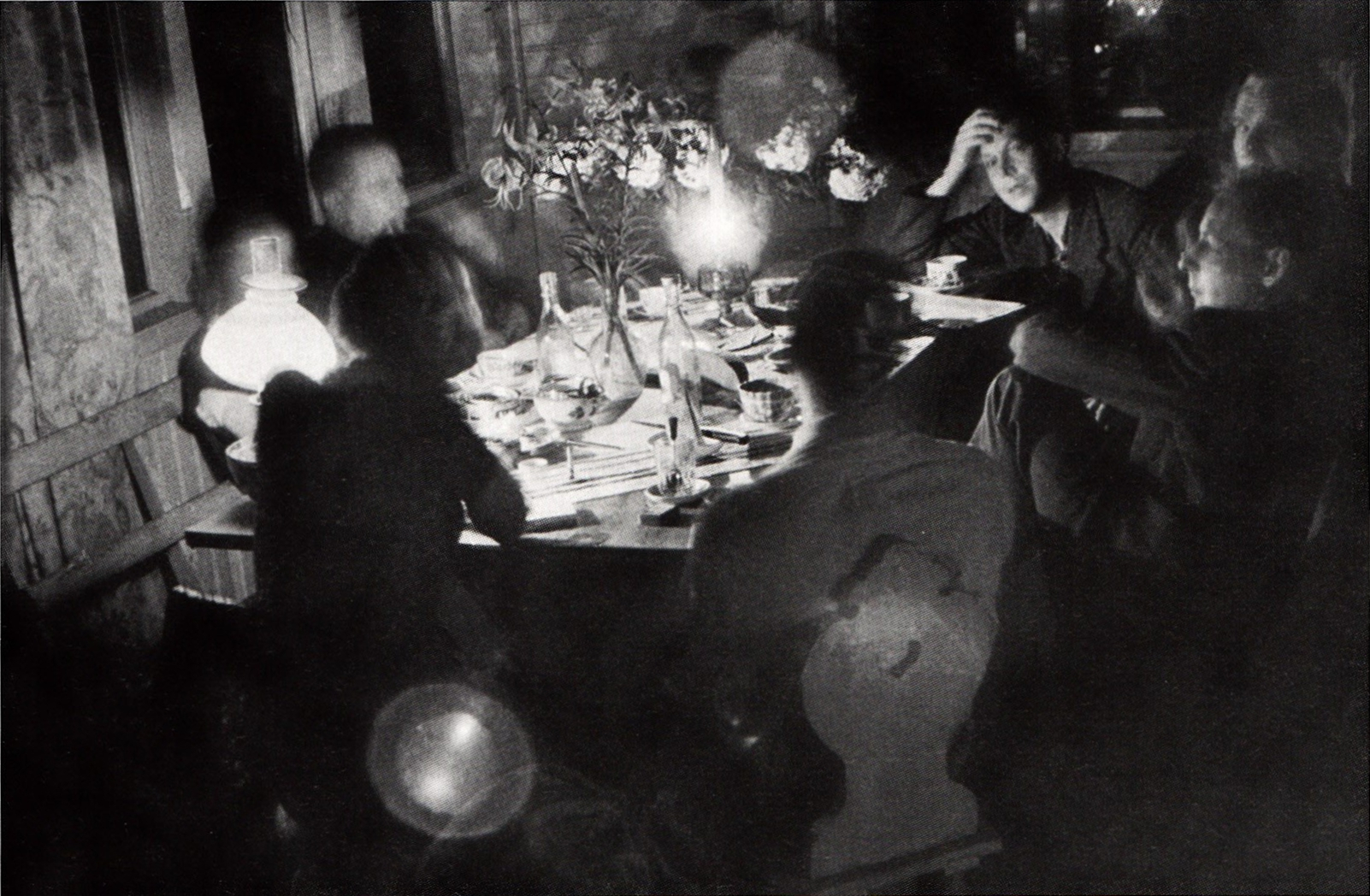
Litterärt sällskap på Villa Golickes glasveranda 1938. I högra hörnet sitter Gunnar Ekelöf, Ebbe Linde och Sven Grönvall.

Per Johan Ebbe Fredrik Linde, född 27 september 1897 i Krokeks socken, Östergötlands län, död 13 november 1991, var en svensk poet, dramatiker och översättare.

## Biografi
Ebbe Linde var son till kyrkoherden Johan Peter Linde. Efter studentexamen i Norrköping 1913 blev han 1918 filosofie kandidat vid Stockholms högskola och 1928 filosofie licentiat vid Göteborgs högskola. Han var 1919–1923 assistent vid Tekniska högskolan, 1925–1931 amanuens i experimentell psykologi vid Götborgs högskola och speciallärare i elektrokemi vid Chalmers tekniska högskola 1926–1948.
Som poet debuterade Linde 1924 med diktsamlingen Bräsch, och kom senare även att skriva dramatik, essäer och självbiografiskt inriktade verk. Under mellankrigstiden ledde han göteborgssektionen av Clarté. Han var teaterkritiker i Bonniers Litterära Magasin 1941–1953 och i Dagens Nyheter 1948–1964. Han arbetade även för Göteborgs Handels- och Sjöfartstidning. Han var även engagerad i hyresgäströrelsen och arbetade tillsammans med Martin Andersson som medredaktör på Hyresgästen.
Linde var nära vän till Karin Boye, och skrev dikten Död kamrat till henne. Han var pionjär inom psykoanalysen i Sverige och länge aktiv inom den anarkistiska och frihetliga rörelsen i Sverige. Som översättare översatte han bland annat Bertolt Brechts Tolvskillingsoperan, Molière, Eugene Ionesco, Ludvig Holberg, Guillaume Apollinaire och latinsk poesi av Horatius, Catullus och Cicero. 
Ebbe Linde är begravd på Krokeks kyrkogård.

### Översättningar
- 1933–35 – Barnpsykologi : valda kapitel ur "A Handbook of Child Psychology", utgiven under redaktion av Carl Murchison, 3 volymer
- 1950 – Tolvskillingsoperan av Bertolt Brecht
- 1950 – Jeppe på berget eller den förvandlade bonden : komedi i fem akter av Ludvig Holberg; översättning och bearbetning av Ebbe Linde
- 1952 – Guillaume Apollinaire : urval, översättning och inledning av Ebbe Linde
- 1958 – Dikter av Catullus : svensk tolkning, inledning och förklaringar av Ebbe Linde
- 1959 – Satirer och epoder av Quintus Horatius Flaccus
- 1960 – Epistlar och sista dikter av Horatius
- 1961 – Noshörningen av Eugène Ionesco
- 1961 – Ögonblick av evighet: dikter av Juan Ramón Jiménez
- 1963 – Oden I–III av Horatius
- 1964 – Sången om Rhône av Frederi Mistral
- 1966 – Peribáñez och kommendanten i Ocaña av Lope de Vega
- 1967 – Mjölnarens berättelse om den vackra Alison och den klipske scholaris av Geoffrey Chaucer
- 1967 – Allt går sönder av Chinua Achebe
- 1970 – Komedier: Andriskan, Clizia, Alruna av Niccolò Machiavelli
- 1970 – Samtal i Tusculum av Cicero
- 1972 – Kyrosexpeditionen: Anabasis av Xenofon
- 1976 – Casper Natt: fantasier i Rembrandts och Callots manér av Aloysius Bertrand

## Priser och utmärkelser
- 1949 – Boklotteriets stipendium
- 1963 – Boklotteriets stipendium
- 1972 – Sveriges författarfonds premium till personer för belöning av litterär förtjänst
- 1974 – Guldskeppet
- 1985 – Gun och Olof Engqvists stipendium
- Hedersledamot i Östgöta nation, Uppsala